# Sibișel (gmina Râu de Mori)
Sibișel – wieś w Rumunii, w okręgu Hunedoara, w gminie Râu de Mori. W 2011 roku liczyła 251 mieszkańców.